# حلیفه سوله
حلیفه سوله (انگلیسی: Halifa Soulé؛ زادهٔ ۱۲ نوامبر ۱۹۹۰) بازیکن فوتبال اهل اتحاد قمر است.
از باشگاه‌هایی که در آن بازی کرده‌است می‌توان به اشاره کرد. وی همچنین در تیم ملی فوتبال اتحاد قمر بازی کرده‌است.